# BBC Persa
BBC televisión en persa (en persa: تلویزیون فارسی بی‌بی‌سی) es un canal de televisión por cable y satélite de la British Broadcasting Corporation dirigido a los hablantes persas en Irán, Afganistán, Uzbekistán y Tayikistán,llegando así a más de cien millones de personas. El canal de noticias se lanzó el 14 de enero de 2009.
El presupuesto anual de £ 15 millones es financiado por el Ministerio de Relaciones Exteriores y de la Mancomunidad de Naciones y el Servicio Mundial de la BBC.

## Controversias
Algunos medios de comunicación iraníes han acusado al Gobierno británico de usar el servicio como una herramienta de propaganda. El gobierno iraní emitió una declaración para denunciar el nuevo servicio como «sospechoso e ilegal» y acusarlo de «trabajar contra los intereses de la República Islámica».
El canal ha sido criticado por la televisión estatal iraní de alentar manifestaciones ilegales y manipular al pueblo iraní contra la República Islámica, acusación rechazada por BBC.
- Datos: Q2876754